# Partia Poleska
Partia Poleska – doraźnie zorganizowany w zimie 1701-1702 oddział wojskowy. 
Dowódcą partii został mianowany regimentarz Łaski -  starosta dymirski. Jego zadaniem było zapewnienie przydzielonym chorągwiom właściwych warunków bytowych na leżach zimowych.
Cała ta partia, licząca 2 chorągwie husarskie w sile 120 koni, 18 chorągwi pancernych w sile 1130 koni oraz 1 chorągiew wołoską 40-konną, rozlokowana była na Polesiu kijowskim i częściowo na Ukrainie z kwaterą dowódcy w Dymirze.